# Белявский, Александр Борисович
Алекса́ндр Бори́сович Беля́вский (6 мая 1932, Москва, СССР — 8 сентября 2012, Москва, Россия) — советский и российский актёр театра и кино; народный артист Российской Федерации (2003), заслуженный деятель культуры Польши.
Снялся более чем в ста кинофильмах и телесериалах, наиболее известными из которых стали «Четыре танкиста и собака», «Иду на грозу», «Июльский дождь», «Кабачок „13 стульев“», «Ирония судьбы, или С лёгким паром!», «Место встречи изменить нельзя», «Следствие ведут ЗнаТоКи. Дело 21» и «Бригада».

## Биография
Родился 6 мая 1932 года в Москве в семье Бориса Моисеевича Белявского (1906—1979) и Любови Александровны Белявской (урождённой Петровой, 1906—1984). В начале Великой Отечественной войны был с родителями и дядей эвакуирован в Ульяновск, откуда дальше с матерью и младшей сестрой Ольгой (род. 1937) в Киров. У Александра Белявского был также младший брат Анатолий (1944—2020).
Первые шаги в актёрской профессии делал в юношеской театральной студии, под руководством актёра Леонида Сергеевича Вейцлера.
Окончил геологоразведочный факультет Московского института цветных металлов и золота в 1955 году. После защиты диплома отправился на работу в Восточно-Сибирское геологическое управление («Сосновгеология») в Иркутске, где впервые вышел на сцену самодеятельного театра. Затем в 1957 году поступил в театральное училище им. Б. Щукина (курс В. А. Этуша) и окончил его в 1961 году.
В 1961 году был привлечён в качестве ведущего первых игр КВН. Был приглашён на эту должность режиссёром КВН Беллой Сергеевой.
Актёр Театра сатиры (1961—1964), театра им. К. С. Станиславского (1964—1966), театра-студии киноактёра (с 1966 года).
Был первым ведущим в 1960-е — 1970-е годы телевизионного «Кабачка 13 стульев». Также часто снимался в польских фильмах. Участвовал в телепрограмме «Белый попугай». Был одним из ведущих актёров дубляжа кинофильмов в 1980-е годы, в том числе стал российским голосом британского комика Бенни Хилла.
Режиссёр Леонид Гайдай выбрал Александра Белявского на главную роль Остапа Бендера в фильме «12 стульев» (1971). Даже начались съёмки. Но когда в первый день съёмок с Белявским Гайдай предложил ассистенту разбить о штатив камеры тарелку «на счастье», она не разбилась. Гайдай сокрушался: «Не пойдёт! Фарта не будет!» И действительно, Бендер Белявского на фоне второго персонажа Кисы в исполнении актёра Сергея Филиппова смотрелся бедно. В итоге роль Остапа Бендера сыграл актёр Арчил Гомиашвили, а озвучил Юрий Саранцев.
Одной из самых ярких ролей Александра Белявского стала роль бандита Фокса в телесериале «Место встречи изменить нельзя». По словам актёра, сам он не ожидал такого оглушительного успеха этой работы. Тем не менее, у самого Александра Белявского впоследствии сложилось неоднозначное отношение к этой роли.

Режиссёры перестали меня воспринимать как артиста. А видели во мне только Фокса, приглашая всё больше на роли отрицательных персонажей. И меня это расстраивало.
— «Комсомольская правда»

### Инсульт и его последствия
4 декабря 2003 года Александр Белявский пережил инсульт. После инсульта он почти потерял речь. После этого Белявский, востребованный актёр, снимавшийся до того в нескольких проектах за год, фактически остался без работы. Прожив после инсульта ещё 9 лет, Александр Белявский принял участие лишь в трёх проектах, где ему достались короткие, эпизодические роли без слов. Незадолго до инсульта актёр в интервью сказал:

«Вот только иногда здоровье подводит. Очень переживаю за свою семью. Она же на мне держится. Потому не могу позволить себе болеть. Работаю. Без работы не могу. Пока здоров — ты всем нужен».

Поэтому потерю работоспособности Александр Белявский переживал остро и тяжело. Владимир Конкин вспоминал, что после инсульта семья Белявского очень нуждалась, и Гильдия актёров собирала деньги для его семьи, хотя сам актёр не жаловался и не хотел, чтобы ему помогали посторонние.

### Последние годы, гибель и её версии
Погиб 8 сентября 2012 года в возрасте 80 лет в Москве, тело актёра было найдено возле его дома.
По версии следствия, Александр Белявский совершил самоубийство (поднялся на пятый этаж дома, где нашли его трость, хотя сам он жил на третьем, и спрыгнул), по другой версии, актёр выпал из окна подъезда из-за проблем с сердцем.
12 сентября 2012 года тело Александра Белявского кремировали, а урну с прахом захоронили в семейной могиле на Кузьминском кладбище (участок № 62а).

## Семья
Официально был женат дважды.
Первая жена — Валентина Викторовна (1933—2015), от которой в 1973 году родился сын, Борис Белявский. Летом 1975 года он утонул в речке в возрасте двух лет, после чего Белявскими был взят из детского дома на воспитание мальчик Андрей. В возрасте 15 лет он узнал о том, что является неродным сыном артиста и стал отдаляться от семьи. В возрасте 20 лет он выпал из окна и погиб. В 1976 году родилась дочь, Надежда Александровна Белявская.
От второго брака с Людмилой Тихоновной (1950—2020) 28 августа 2003 года у Белявского родилась дочь, Александра Александровна Белявская (за три с небольшим месяца до инсульта артиста).

## Признание и награды
- Заслуженный артист РСФСР (1988).
- Народный артист Российской Федерации[6] (2003)
- Заслуженный деятель культуры Польши[7]

## Творчество

### Роли в театре
Служил в московском Театре сатиры (1961—1964). Связь с театром не прерывал и после ухода из него, стал первым ведущим популярной телепередачи «Кабачок «13 стульев»», в которой в основном были заняты артисты Театра сатиры. Белявскому принадлежала идея создания такой передачи, первые выпуски он ставил совместно с Г. Зелинским.
В 1964—1966 годах — в труппе Московского драматического театра имени К. С. Станиславского.
С 1966 года Белявский работал в Театре-студии киноактёра.
В 1999 году вернулся к театральной деятельности, играл в антрепризах: «Императрица» (Советник), «Лев зимой» (Генри) и «А-ля фуршет со святой водой» (Анатолий).

### Фильмография
Сниматься в кино стал ещё студентом театрального института (летом 1957 года снялся в роли молодого рабочего Коли в кинофильме «Рассказы о Ленине» режиссёра С. Юткевича).
Много работал в польском кинематографе, снялся в шести польских фильмах, в том числе и таком популярном сериале, как «Четыре танкиста и собака». Во время работы в своём первом польском фильме «Прерванный полёт» овладел польским языком. За этот фильм был удостоен звания Заслуженный деятель культуры Польши.
1. 1957 — Рассказы о Ленине — электротехник Николай
2. 1960 — Совершенно серьёзно — журналист «Фрэнк» (новелла «Иностранцы»)
3. 1960 — Спасите наши души! — Юрий Цымбалюк, курсант мореходного училища
4. 1961 — Ночь без милосердия — лейтенант ВВС США Генри Дэвис
5. 1963 — Это случилось в милиции — Ганин, лейтенант милиции
6. 1963 — Иоланта — Роберт
7. 1964 — Прерванный полёт (Польша) — Владимир Миронов, лётчик
8. 1965 — Иду на грозу — Сергей Крылов, молодой учёный
9. 1966 — Июльский дождь — Владимир
10. 1966 — Их знали только в лицо — Сергей Кулагин-Виноградов, советский разведчик-диверсант
11. 1966 — Четыре танкиста и собака (Польша) — капитан Иван Павлов
12. 1966 — Нет и да — Стронский
13. 1969 — Кабачок «13 стульев» — ведущий (первые выпуски)
14. 1967 — Таинственный монах — Алексей Николаевич Стронский, поручик
15. 1968 — 24-25 не возвращается — Имант Герберт
16. 1969 — Главный свидетель — Матвей Саввич Новожилов
17. 1969 — День прозрения[пол.] (Польша) — Саша, партизан
18. 1970 — Цена быстрых секунд — Олег Воробьёв, тренер
19. 1971 — Большой янтарь — Леон Бубик, администратор ансамбля «Янтарь»
20. 1971 — Факир на час — Сергей Александрович, корреспондент
21. 1973 — Жили три холостяка — комментатор (текст от автора)
22. 1973 — Таланты и поклонники — Григорий Антонович Бакин
23. 1973 — Крах инженера Гарина — Василий Витальевич Шельга
24. 1974 — Дорогой мальчик — Кондрашин, дипломат
25. 1974 — Свет в конце тоннеля — «Ржавый»
26. 1975 — Под крышами Монмартра — Ренар, секретарь министра изящных искусств
27. 1975 — Ирония судьбы, или С лёгким паром! — Александр, друг Жени Лукашина
28. 1975 — Когда дрожит земля — Прокофьев
29. 1976 — 100 грамм для храбрости — Василий Феликсович Мещеряков, начальник лаборатории
30. 1976 — Сохранить город (СССР, Польша) — капитан Семёнов
31. 1977 — Рождённая революцией — Павел Николаевич Борецкий
32. 1978 — И снова Анискин — Евгений Молочков («Филин», он же Иван Чулымский), вор
33. 1978 — Отец Сергий — господин на пароме
34. 1978 — Ралли — посредник (роль озвучивал Валентин Смирнитский)
35. 1979 — Антарктическая повесть — Бармин
36. 1979 — Место встречи изменить нельзя — Евгений Петрович Фокс, бандит, убийца Ларисы Груздевой
37. 1980 — О бедном гусаре замолвите слово — губернатор
38. 1980 — Юность Петра — Лев Кириллович Нарышкин
39. 1980 — Карл Маркс. Молодые годы — полицейский
40. 1980 — В начале славных дел — Лев Кириллович Нарышкин
41. 1981 — На Гранатовых островах — Майкл — «Седьмой»
42. 1983 — Тревожное воскресенье — Истомин, майор, заместитель командира пожарной части Приморска
43. 1983 — Тревожный вылет — Курлихин, радист рыбосовхоза
44. 1984 — Зудов, Вы уволены! — Мерцаев-Валуа
45. 1985 — На другом берегу свобода / Na druhom brehu sloboda (Болгария, Чехословакия)
46. 1986 — Голова Горгоны — Гаврила Максимович Зуйко, белогвардейский диверсант
47. 1986 — Повод — Степан Яковлевич Мытарин, председатель колхоза
48. 1986 — Секунда на подвиг (СССР, КНДР) — Чистяков
49. 1987 — Возвращение — Василий Петрович Соковников
50. 1987 — Поражение — Богдановский, чиновник
51. 1988 — Следствие ведут ЗнаТоКи. Без ножа и кастета — Максим Семёнович Мусницкий
52. 1988 — Происшествие в Утиноозёрске — Павел Андреевич, директор химкомбината
53. 1988 — Штормовое предупреждение — Вадим Вадимович Сыроватский, заместитель министра
54. 1989 — Вход в лабиринт — бургомистр Наузен
55. 1989 — Право на прошлое / Právo na minulost (СССР, Чехословакия) — Никифоров
56. 1989 — Частный детектив, или Операция «Кооперация» — Казимир Афанасьевич Кронин, майор милиции
57. 1991 — Небеса обетованные — Олег Павлович Миров, председатель райисполкома
58. 1991 — Очаровательные пришельцы — стукач
59. 1991 — Под маской Беркута — Пол, комиссар полиции (роль озвучивал другой актёр)
60. 1992 — Исполнитель приговора — полковник Сергей Суржин
61. 1992 — Трактористы 2 — Назар Дума
62. 1992 — Три августовских дня — генерал-полковник КГБ
63. 1993 — Вопреки всему — Анатолий Борисович
64. 1993 — Аляска Кид — Чарли Бешеный (12 серия)
65. 1993 — Наш пострел везде поспел / The Nick of Time — Сергей «Сева»
66. 1993 — Серые волки — Л. И. Брежнев
67. 1993 — Лучше быть богатой и красивой[пол.] (Польша) — генерал Эдмунд Эдмонтович
68. 1994 — По следу телеграфа / La Piste du télégraphe — отец Джона
69. 1996 — Маркиз де Сад — судья де Бори
70. 1998 — Дар Божий
71. 1999 — Зиг Заг / Zig Zag (США) — Кротенко, глава российского конгломерата «Кентекс» (в титрах указан как Андрей)
72. 1999 — Досье детектива Дубровского — Максим Павлович Векшин, директор ФСБ России
73. 2000 — ДМБ — контр-адмирал
74. 2000 — Маросейка, 12 (серия «Операция „Зелёный лёд“») — Бурмистров
75. 2000 — Новый год в ноябре — от автора
76. 2000 — Тайны дворцовых переворотов — Василий Долгоруков
77. 2000 — Тихие омуты — Борис Иванович, директор гостиницы
78. 2002 — Антикиллер — «Король», «вор в законе»
79. 2001 — Конференция маньяков — Пёстриков
80. 2001 — Московские окна — инструктор горкома КПСС
81. 2001 — На углу, у Патриарших 2 — Вадим Константинович Северный
82. 2001 — Нина — генерал
83. 2001 — Сезон охоты 2 — Аристарх Евгеньевич Мамонт
84. 2001 — Парижский антиквар — Ковальский
85. 2001 — Сыщики — Спасов (серия «Оливковое дерево»)
86. 2001 — Канун весны[пол.] / Przedwiośnie (Польша) — Яструн
87. 2001 — Дружная семейка — милиционер
88. 2002 — Бригада — Виктор Петрович Зорин, чиновник (8—10, 11, 13, 15 серии)
89. 2002 — Завтра будет завтра — Ревуцкий
90. 2002 — Сын неудачника — дядя Миша
91. 2002 — Тайный знак. Часть первая — Отец Артемий, священник
92. 2002 — Цена страха / The Sum of All Fears (США) — адмирал Иванов
93. 2003 — Тайны дворцовых переворотов — Василий Долгоруков
94. 2003 — Запомните, меня зовут Рогозин! — «Папа»
95. 2003 — Козлёнок в молоке — Журавленко
96. 2003 — Лучший город Земли — Беляев
97. 2003 — Оперативный псевдоним (6-я и 11-я серии) — Леонид Васильевич Евсеев
98. 2003 — Тайный знак. Часть вторая: «Возвращение хозяина» — отец Артемий, священник
99. 2003 — Участок — Лазарев
100. 2003 — Чёрная метка — член Политбюро ЦК КПСС
101. 2004 — В двух километрах от Нового года — Зуев (роль озвучивал другой актёр)
102. 2004 — Московская жара — дед Владислава
103. 2007 — Ирония судьбы. Продолжение — дядя Саша
104. 2008 — Поцелуй не для прессы — губернатор

### Киножурнал «Фитиль»
1. 1976 — Выпуск № 170 (новелла «Ради галочки») — Кириллов, участник собрания
2. 1977 — Выпуск № 184 (новелла «Мания величия») — мужчина в ресторане
3. 1979 — Выпуск № 203 (новелла «Тонкая химия») — сотрудник НИИ
4. 1981 — Выпуск № 225 (новелла «Валютные операции») — Григорий Сергеевич Сухов, следователь

### Киножурнал «Ералаш»
1. 2001 — Выпуск № 144 (сюжет «Счастливо оставаться!»)[33] — Павел Андреевич, директор школы

### Телеспектакли
1. 1963 — Наследники Рабурдэна — Доминик Девиньи
2. 1986 — Золотая рыбка — ведущий

### Озвучивание мультфильмов
1. 1976 — От тебя одни слёзы — текст от автора
2. 1977 — Полигон — полковник, член военной комиссии
3. 1979 — Очень синяя борода — текст от автора
4. 1981 — Жил-был Саушкин (фильм 3) — «снежный человек» — инструктор по альпинизму
5. 1982 — Бюро находок (фильм 2) — пёс Тишка / продавец мороженого
6. 1985 — Повелители молний — текст от автора
7. 1986 — Геракл у Адмета — Гермес
8. 1987 — Добро пожаловать-2 (реклама всесоюзного объединения «Экспоцентр») — текст от автора
9. 1989 — Рождение Эрота — Гермес
10. 1992 — Нимфа Салмака — Гермес
11. 1993 — Шут Балакирев — шведский король Карл XII

## Дубляж и закадровое озвучивание

### Фильмы

#### Пьер Ришар
1. 1980 — Укол зонтиком — Грегуар Леконт[34] (дубляж киностудии «Мосфильм», 1981 г.)
2. 1981 — Невезучие — Франсуа Перрен[34] (дубляж киностудии «Мосфильм», 1983 г.)
3. 1983 — Папаши — Франсуа Пиньон[34] (дубляж киностудии «Мосфильм», 1985 г.)

#### Жак Тожа
1. 1964 — Анжелика — маркиза ангелов — король Людовик XIV[35] (дубляж киностудии «Мосфильм», 1969 г.)
2. 1965 — Анжелика и король — король Людовик XIV[35] (дубляж киностудии «Мосфильм», 1968 г.)

#### Серджиу Николаеску
1. 1974 — Комиссар полиции обвиняет — комиссар Тудор Миклован[34][35] (дубляж киностудии «Мосфильм», 1975 г.)
2. 1978 — Реванш — Тудор Миклован[34] (дубляж киностудии «Мосфильм», 1980 г.)

#### Жан-Поль Бельмондо
1. 1979 — Кто есть кто — Антонио Черутти (комиссар Станислас Боровиц)[34][35] (дубляж киностудии «Мосфильм», 1980 г.)
2. 1982 — Ас из асов — Джо Кавалье[35] (дубляж киностудии им. Горького, 1993 г.)

#### Другие фильмы
1. 1938 — Набережная туманов — Люсьен (Пьер Брассёр)[36] (дубляж киностудии им. Горького, 1972 г.)
2. 1954 — Френч канкан — Анри Данглар (Жан Габен)[37] (дубляж киностудии «Мосфильм», 1988 г.)
3. 1969 — Замороженный — Юбер де Тартас (Луи де Фюнес)[35][36]
4. 1971 — Признание комиссара полиции прокурору республики — Гаммино (Микеле Гаммино[итал.])[38]
5. 1973 — Невероятные приключения итальянцев в России — Антонио Ломаццо (Алигьеро Носкезе)[35]
6. 1975 — Стрелы Робин Гуда — Робин Гуд (Борис Хмельницкий)[35]
7. 1981 — Не бойся, я с тобой! — Рустам (Мухтарбек Кантемиров)[37]
8. 1995 — Первый рыцарь — Король Артур (Шон Коннери)[37]
9. 2001 — Обещание — Джерри Блэк (Джек Николсон)[39]

### Телесериалы
1. 1955 — 1991 — Шоу Бенни Хилла — Бенни Хилл и другие роли (закадровый перевод фирмы «СВ-Дубль» по заказу МНВК ТВ-6 1996—1997)[35]